# Губно-губной щелчок (буква)
ʘ (губно-губной щелчок) — буква расширенной латиницы. Используется в МФА, а также в языках жуцъоан и нцъу, в которых обозначает звук [ʘ].

## Использование
Буква была изобретена Люси Ллойд не позже 1911 года.
Буква была утверждена в качестве символа МФА для губно-губного щёлкающего согласного в 1976 году. Изменение символов для щёлкающих согласных в 1989 году её не затронуло.